# Médina Yoro Foulah
Médina Yoro Foulah ist eine Stadt im Süden des Senegal. Sie ist Präfektur des Départements Médina Yoro Foulah in der Region Kolda.

## Geographische Lage
Médina Yoro Foulah liegt im Osten der Casamance, dem Landesteil des Senegal, der sich zwischen Gambia und Guinea-Bissau erstreckt. Die Stadt liegt 335 Kilometer südöstlich von Dakar und 50 Kilometer nordöstlich der Regionalpräfektur Kolda. Die Stadt liegt an Oberlauf des Sofaniama Bolong, dessen Quellgebiet rund 16 km östlich von hier zu finden ist und der nach Westen als linker südlicher Zufluss dem Gambia zustrebt. Im Norden rückt die Grenze nach Gambia bis auf sieben Kilometer an die Stadtmitte heran.

## Geschichte
2008 erhielt das Dorf Médina Yoro Foulah, bis dahin Teil einer Communauté
rurale gleichen Namens, den Status einer Commune (Stadt) und wurde zugleich Sitz eines Départements. Das Stadtgebiet erstreckt sich vom Sitz der Unterpräfektur aus gemessen eine bestimmte Anzahl von Kilometern in alle vier Himmelsrichtungen. Daraus ergab sich rechnerisch eine Stadtfläche von 49 km².

## Bevölkerung
Die letzten Volkszählungen ergaben jeweils folgende Einwohnerzahlen:
| Jahr | Einwohner |
| ---- | --------- |
| 1988 | …         |
| 2002 | …         |
| 2013 | 3000      |

## Verkehr
Médina Yoro Foulah hat keinen Anteil an dem Fernstraßennetz im Senegal. Die Regionalpräfektur Kolda ist nur über Staubpisten erreichbar, die mit Umwegen über Pata bzw. Fafacourou führen und 97 bzw. 79 Kilometer lang sind. In Kolda besteht eine Verbindung zur N 6. In dem 33 Kilometer nordwestlich liegenden Städtchen Pata gibt es einen Grenzübergang nach Gambia.
Die einzige in Laterit ausgeführte Ost-West-Verbindung entlang der gambischen Grenze wurde 1986 gebaut und ist nie instand gehalten worden. Deshalb ist sie selbst in der Trockenzeit nur schwer befahrbar; eine Brücke über eine Felsschlucht ist eingebrochen und an anderer Stelle haben Überschwemmungen die Fahrbahn zerstört und unbefahrbar gemacht.